# 野澤真央
野澤 真央（のざわ まお、1997年3月11日 - ）は、愛知県名古屋市出身の女子プロゴルファーである。所属は愛知製鋼。
10歳からゴルフを始める。クラーク記念国際高等学校卒業。

## アマチュア時代
2013年、「日本女子アマチュアゴルフ選手権競技」で3位。
2015年、「サイバーエージェントレディス」では初日を首位に1打差の2位で終え、アマチュア優勝が期待されたが、最終組でラウンドした2日目に崩れ46位と急降下した。同年7月、最終プロテストに11位タイで合格し、日本女子プロゴルフ協会に入会 (87期) 。

## プロ戦績
2016年、公式戦「日本女子プロゴルフ選手権大会」で予選通過し、44位タイ。
2017年、ステップアップツアー「パナソニックオープンレディース」でツアー初優勝。「リゾートトラストレディス」では2日目を首位と1打差の単独3位で終えた。しかし最終組でラウンドした最終日に崩れ40位タイ。同年はステップ3勝、賞金ランク108位。
2018年、「サマンサタバサ ガールズコレクション・レディーストーナメント」での5位タイが最高位。賞金ランク61位。
オフにはジャンボ尾崎将司
邸で脇元華らと練習を積む。
2019年、グアム知事杯女子ゴルフトーナメントでは鶴岡果恋をプレーオフで下し優勝。レギュラーツアーでは「デサントレディース東海クラシック」の7位タイが最高位。賞金ランク71位。
2020年、この年から青木翔コーチに師事する。「アース・モンダミンカップ」で5位タイが最高位。
前年と同一シーズンとなった2021年、地元で、練習生もしていた中京ゴルフ倶楽部石野コース開催の「中京テレビ・ブリヂストンレディスオープン」で4位タイ。「GMOインターネット・レディース」では最終日を首位で迎えたものの、若林舞衣子とのプレーオフにもつれこみ、2ホール目で力尽きた。
賞金ランキング38位で初シード権を取得した。

## トーナメント成績

### ツアー優勝

#### ステップアップツアー（3）
- パナソニックオープンレディース（2017年）
- フンドーキンレディース（2017年）
- 京都レディースオープン（2017年）